# US-Amerikaner in Kaiserslautern
Die US-Amerikaner in Kaiserslautern kamen nach dem Zweiten Weltkrieg durch Stationierung militärischer Einrichtungen in die Stadt.

## Infrastruktur
Zusätzlich zu den offiziellen Zahlen der Einwohnermeldeämter leben in Stadt und im Landkreis Kaiserslautern knapp 48.000 US-Amerikaner (Soldaten, ehemalige Soldaten, amerikanische Zivilangestellte und ihre Familienangehörigen), die in der Militärgemeinde Kaiserslautern (KMC – Kaiserslautern Military Community) organisiert sind. Die starke Präsenz der Amerikaner hängt mit dem Luftwaffenstützpunkt Ramstein Air Base in Ramstein-Miesenbach, etwa 10 km westlich von Kaiserslautern, sowie mit weiteren Einrichtungen von US Army und US Air Force im Raum Kaiserslautern zusammen.
Es entstanden eigens für die amerikanischen Soldaten neue Wohngebiete wie die Vogelweh im Westen der Stadt, in denen die Straßennamen amerikanisch sind und Namen wie etwa Third Avenue oder Florida Loop tragen.
Aktive militärische Stützpunkte der Amerikaner in Kaiserslautern (Stand 2018) sind das 21. Sustainment Command (Exp), die Community Facility, die Daenner Kaserne (mit General Support Center – Europe, Movement Control Team und Support Center), das Einsiedlerhof Training Anx 49° 26′ 24″ N, 7° 39′ 54″ O, die Flugsimulation Einsiedlerhof Air Station, Hill 365 Radio Relay Fac, Army Depot, Equip Spt Center, Family Housing Anx No 3, Kapaun Administration Anx, die Kleber Kaserne (mit Transportation und Kaiserslautern Legal Center), die Panzer Kaserne (GE642), die Pulaski Barracks (mit Base Support Battalion), die Rhine Ordnance Barracks und das Vogelweh Family Housing Annex.
Die Amerikaner sind für die Stadt und den Landkreis Kaiserslautern ein bedeutender Wirtschaftsfaktor, und die lokale deutsche Wirtschaft und Verwaltung hat sich auf die Amerikaner als Kunden, Konsumenten und Mieter eingestellt. In Geschäften sind die Angestellten vielfach zweisprachig. Unter amerikanischen Soldaten und deren Angehörigen hat sich die Bezeichnung K-Town ('kā 'tau̇n) für Kaiserslautern durchgesetzt. So sind manche Straßenschilder der US-Armee damit bezeichnet. Der Name taucht auch in Liedern der Liedermacher Reinhard Mey (Alle Soldaten woll’n nach Haus) und Franz Josef Degenhardt auf.